# Суґіяма Рюїті
Рюїті Сугіяма (яп. 杉山 隆一, нар. 4 липня 1941, Сідзуока) — японський футболіст, що грав на позиції нападника. Футболіст року в Японії (1964, 1969, 1973). По завершенні ігрової кар'єри — футбольний тренер.

## Клубна кар'єра
У дорослому футболі дебютував 1966 року виступами за команду «Міцубісі Хеві Індустріс», кольори якої і захищав протягом усієї своєї кар'єри гравця, що тривала вісім років. У складі «Міцубісі» був одним з головних бомбардирів команди, маючи середню результативність на рівні 0,36 голу за гру першості.

## Виступи за збірну
1961 року дебютував в офіційних матчах у складі національної збірної Японії. Протягом кар'єри у національній команді, яка тривала 11 років, провів у формі головної команди країни 45 матчів, забивши 10 голів.
У складі олімпійської збірної Японії завоював бронзові медалі літніх Олімпійських ігор у Мехіко (1968), а також був учасником домашніх ігор 1964 року.

## Кар'єра тренера
Розпочав тренерську кар'єру невдовзі по завершенні кар'єри гравця, 1974 року, очоливши тренерський штаб клубу «Ямаха Моторс», який тренував аж до 1986 року. В підсумку досвід тренерської роботи Рюїті обмежився цим клубом.

## Статистика виступів

### Статистика клубних виступів
| Сезон | Команда           | Чемпіонат | Чемпіонат | Чемпіонат |
| Сезон | Команда           | Ліга      | Ігор      | Голів     |
| ----- | ----------------- | --------- | --------- | --------- |
| 1966  | «Міцубісі Моторс» | ЯФЛ       | 14        | 11        |
| 1967  | «Міцубісі Моторс» | ЯФЛ       | 14        | 8         |
| 1968  | «Міцубісі Моторс» | ЯФЛ       | 14        | 4         |
| 1969  | «Міцубісі Моторс» | ЯФЛ       | 14        | 1         |
| 1970  | «Міцубісі Моторс» | ЯФЛ       | 13        | 4         |
| 1971  | «Міцубісі Моторс» | ЯФЛ       | 14        | 4         |
| 1972  | «Міцубісі Моторс» | ЯФЛ1      | 14        | 3         |
| 1973  | «Міцубісі Моторс» | ЯФЛ1      | 18        | 6         |
|       | Усього            |           | 115       | 41        |

### Збірна
| Збірна Японії | Збірна Японії | Збірна Японії |
| Роки          | Ігри          | Голи          |
| ------------- | ------------- | ------------- |
| 1961          | 3             | 0             |
| 1962          | 6             | 0             |
| 1963          | 5             | 1             |
| 1964          | 2             | 1             |
| 1965          | 4             | 3             |
| 1966          | 6             | 2             |
| 1967          | 5             | 4             |
| 1968          | 4             | 1             |
| 1969          | 4             | 0             |
| 1970          | 11            | 1             |
| 1971          | 6             | 2             |
| Всього        | 56            | 15            |

## Досягнення
- Бронзовий призер Азійських ігор: 1966
- Бронзовий олімпійський призер: 1968
- Футболіст року в Японії: (3) 1964, 1969, 1973
- У символічній збірній чемпіонату Японії: (8) 1966, 1967, 1968, 1969, 1970, 1971, 1972, 1973
- Найкращий асистент чемпіонату Японії: (3) 1968, 1969, 1971